# Fundulea
Fundulea è una città della Romania di 6 678 abitanti, ubicata del distretto di Călăraşi, nella regione storica della Muntenia.
Appare per la prima volta come Fondele nella mappa dei Principati di Moldavia e Valacchia del 1774, di Jacob Friedrich Schmidt. 
La prima menzione documentaria si trova nel 1778 nelle Memorie storiche e geografiche della Valacchia pubblicate a Lipsia dal generale Bauer: Fundule petit village sur le ruisseau de Katora, pagina 145.
Alla fine del XIX secolo, Fundulea aveva statut di comune rurale, con il nome di Crângul-Fundulele.
Fundulea ha ottenuto lo status di città il 18 aprile 1989.
Fanno parte dell'area amministrativa anche le località: Alexandru Ioan Cuza e Gostilele.
La città ospita un'importante istituzione, l'Istituto Nazionale di Ricerca e Sviluppo Agricolo (Institutul Naţional de Cercetare-Dezvoltare Agricolă, INCDA), nata nel 1962, nel periodo comunista, dall'unione dell'Istituto di Ricerca per la Coltivazione del Mais (Institutul de Cercetări pentru Cultura Porumbului) ed il Dipartimento per la Coltivazione dei Campi (Departamentul Culturilor de Câmp) dell'Istituto Agronomico Romeno.